# بيلي راي لاثام
بيلي راي لاثام (بالإنجليزية: Billy Ray Latham)‏ هو عازف بانجو أمريكي، ولد في 12 يناير 1938.

## وصلات خارجية
- بيلي راي لاثام على موقع IMDb (الإنجليزية)
- بيلي راي لاثام على موقع ميوزك برينز (الإنجليزية)
- بيلي راي لاثام على موقع ديسكوغز (الإنجليزية)
- بيلي راي لاثام على موقع قاعدة بيانات الفيلم (الإنجليزية)